# ジョアン・クラウス・ジ・メロ
クラウス（Klauss）こと、ジョアン・クラウス（João Klauss）ことジョアン・クラウス・ジ・メロ（ポルトガル語: João Klauss de Mello、1997年3月1日 - ）は、ブラジルとイタリアのサッカー選手。メジャーリーグサッカー・セントルイス・シティSC所属。ポジションはFW。

## クラブ歴
9歳の時にSCインテルナシオナルの下部組織に加入。13歳の時にインテルナシオナウから放出され、ECジュベントゥージの下部組織に移籍。翌年、グレミオFBPAの下部組織に移籍。2016年にECサン・ジョゼに期限付き移籍した。
2017年1月にTSG1899ホッフェンハイムに移籍。移籍当初は文化の違いに悩まされたものの、セカンドチームで24試合5得点と結果を残した。
2018年3月にHJKヘルシンキに期限付き移籍。4月8日にヴェイッカウスリーガ初出場初得点を記録すると、33試合で21得点をあげて得点王に輝いた。
2019年1月8日に、2020年6月30日までの契約でLASKリンツに期限付き移籍。11月7日のUEFAヨーロッパリーグ 2019-20 グループリーグのPSVアイントホーフェン戦でUEFA主催大会初得点を記録した。
2022年3月4日、2023シーズンからメジャーリーグサッカーに参加するセントルイス・シティSCへの完全移籍が発表された。